# Motoșeni
Motoșeni è un comune della Romania di 3 807 abitanti, ubicato nel distretto di Bacău, nella regione storica della Moldavia.
Il comune è formato dall'unione di 13 villaggi: Biclești, Chetreni, Chicerea, Cociu, Cornățel, Fântânele, Fundătura, Gura Crăiești, Motoșeni, Poiana, Praja, Rotăria, Șendrești.